# Hals kommun
Hals kommun var fram till kommunreformen 2007 en kommun i Nordjyllands amt i Danmark. Numera är kommunen en del av Aalborgs kommun.